# Minecraft - Volume Alpha
Minecraft – Volume Alpha es el primer álbum de banda sonora del músico electrónico alemán Daniel Rosenfeld, más conocido como C418. Fue creado para el videojuego Minecraft de 2011, es el primero de dos álbumes que salieron para la banda sonora del juego, junto con Minecraft – Volume Beta. Se compone principalmente de música ambiental simplista, aunque algunas pistas son más animadas. La naturaleza de la música del álbum fue causada por las limitaciones técnicas del motor de sonido, lo que hizo que las ideas originales fueran inviables. Volume Alpha se lanzó digitalmente en marzo de 2011 como el primer lanzamiento comercial de C418, con un lanzamiento físico emitido por el sello discográfico Ghostly International en 2015.
Desde su lanzamiento, Volume Alpha ha sido elogiado por los críticos, a quienes les pareció excelente su uso en el juego y sus méritos como obra ambiental independiente. Se ha considerado una parte importante de la popularidad de Minecraft y siete de sus pistas se encuentran entre las composiciones de videojuegos más reproducidas en Spotify. Debido a su asociación con Minecraft, algunos lo han considerado un álbum influyente, así como una de las mejores bandas sonoras de videojuegos jamás realizadas. Un segundo álbum de la banda sonora de Minecraft, Minecraft – Volume Beta, se lanzó en 2013. Se ha completado un tercer álbum de banda sonora, pero aún no se ha publicado.

## Trasfondo

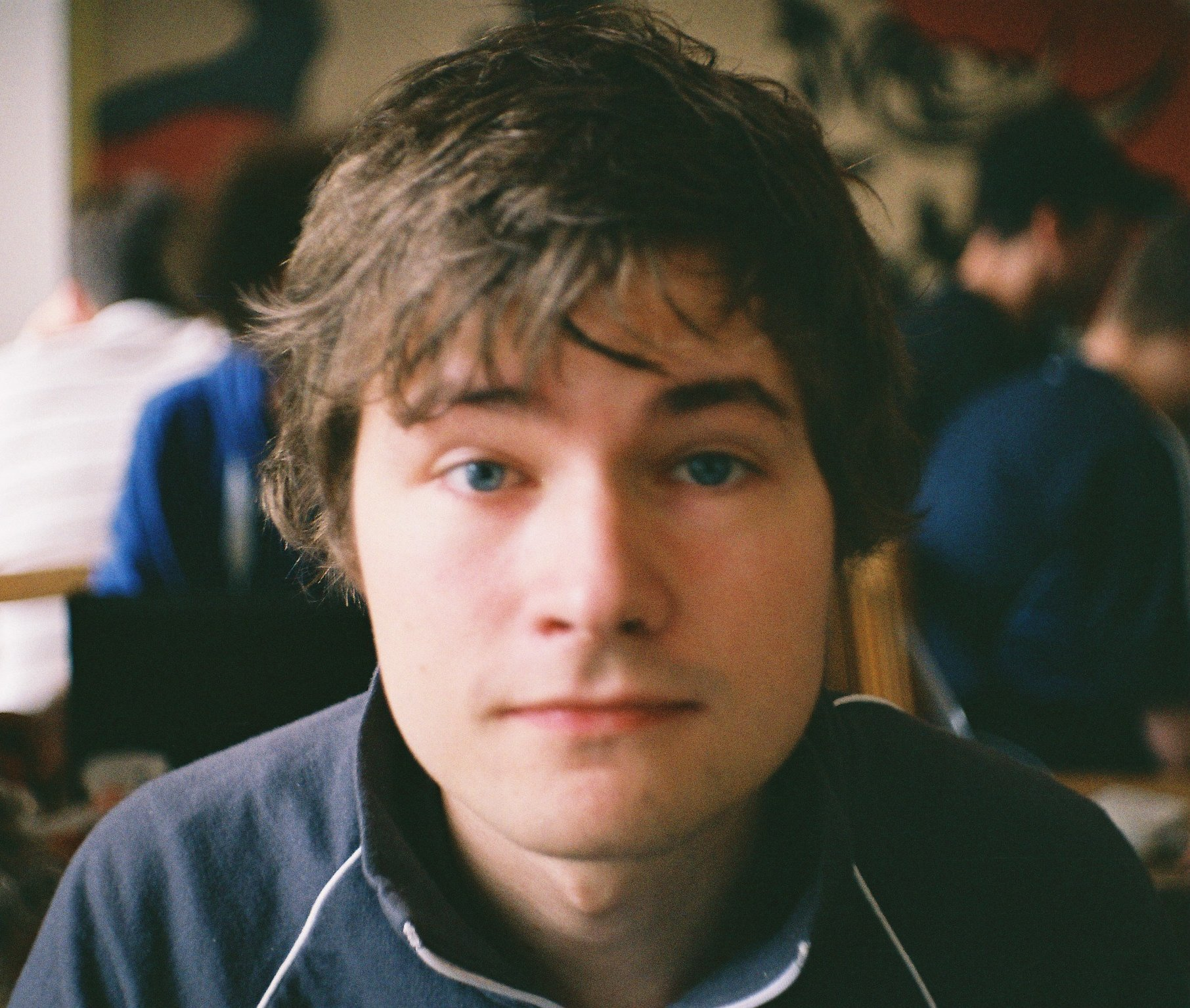
C418, compositor de Volume Alpha, en 2011

Volume Alpha fue el primer álbum de la banda sonora de Minecraft, un videojuego sandbox de 2011 creado por Markus Persson "Notch". En el juego, los jugadores pueden construir lo que quieran en un mundo generado aleatoriamente hecho de "voxels", sin objetivos obligatorios. A partir de octubre de 2023, es el videojuego más vendido de todos los tiempos, habiendo vendido más de 300 millones de unidades.
Antes de crear Volume Alpha, el músico independiente Daniel Rosenfeld (conocido profesionalmente como C418) era un artista pequeño, que producía principalmente álbumes experimentales inspirados en Aphex Twin que describió como "sin sentido". Durante el desarrollo de Minecraft, Notch conoció a C418 en el foro de desarrollo de juegos independientes TIGSource, y los dos se hicieron amigos. Cuando Notch le mostró el juego a C418, le pidió que se convirtiera en el diseñador de sonido del juego. Él aceptó y comenzó a trabajar en los efectos de sonido y la música del juego.

## Producción y composición
Volume Alpha se compone principalmente de música ambiental y acústica simplista que utiliza predominantemente piano y cuerdas. Este diseño fue causado principalmente por las limitaciones técnicas del motor de sonido, que limitaba en gran medida las capacidades del diseño de sonido del juego. Originalmente C418 quería que el juego incluyera música más "épica" que se reproduciría durante las peleas, música que se reproduciría dependiendo del tipo de bioma en el que se encontrara el jugador y música que se reproduciría exclusivamente en cuevas. Todas estas opciones eran inviables debido a cómo funcionaba el motor de sonido del juego o porque estaban basadas en eventos que habrían durado demasiado poco para que la música valiera la pena. En cambio, optó por crear una música más tranquila y simplista. Su enfoque se inspiró en Dwarf Fortress (2006), donde consideró que la menor calidad gráfica del juego, que de otro modo sería un desincentivo, debía estar respaldada por música que animara al jugador a seguir jugando.
Las primeras tres pistas que hizo para Minecraft, agregadas en las primeras etapas del desarrollo, fueron "Minecraft", "Clark" y "Sweden", conocidas en los archivos como "Calm 1", "Calm 2" y "Calm 3", respectivamente. Después de agregar estas pistas, continuó experimentando con la dirección de la banda sonora, concluyendo que el estilo compositivo presente en las pistas "Calm" fue el mejor recibido por los jugadores. El resto de las pistas del Volumen Alpha utilizaron este estilo como base para su composición. Este estilo no se aplica a todas las pistas del álbum, con composiciones como "Cat" y "Dog" que son temas chiptune alegres que utilizan sintetizadores.
C418 compuso la banda sonora utilizando Ableton Live, junto con otro software y complementos. También utilizó sintetizadores como el Moog Voyager. Una vez completada cada pista, él organizó las versiones finales para que cada pista fluyera naturalmente hacia la siguiente, a veces extendiendo las pistas para lograr esto. Quería que Volume Alpha pudiera escucharse de una sola vez y presentarse de forma independiente de Minecraft, pero interpretándose como una sola pieza. En una entrevista con Vice, declaró que el orden de las canciones del álbum originalmente tenía una narrativa, aunque había olvidado cuál era. A pesar del orden de las pistas de Volume Alpha, la música en Minecraft se reproduce de forma aleatoria, sin momentos establecidos en los que se reproduzcan pistas específicas.

## Lanzamiento
Volume Alpha se lanzó digitalmente el 4 de marzo de 2011 a través de Bandcamp como el primer lanzamiento comercial de C418. El lanzamiento comercial de Volume Alpha contiene varias pistas exclusivas del álbum, desde aquellas eliminadas del juego (como "Excuse") hasta composiciones de álbumes anteriores (como "Droopy Likes Ricochet"). La portada del álbum es una versión 3D de un bloque de hierba de Minecraft. El 23 de junio de 2015, el sello discográfico Ghostly International anunció el lanzamiento físico del álbum. Junto con los lanzamientos estándar en CD y LP, se anunció una versión de edición limitada en forma de vinilo transparente, de la que se produjeron solo 1.000 unidades. Estos fueron publicados el 21 de agosto de 2015. Aquellos que compraron las versiones físicas también recibieron el álbum digitalmente.

## Recepción
El volumen Alpha recibió críticas positivas de los críticos. Varios críticos han destacado el uso de Volume Alpha en Minecraft, creyendo que su música funciona junto con la estética del juego. Andy Kellman de AllMusic escribió que Volume Alpha era uno de los "muchos aspectos inmersivos" de Minecraft, aunque creía que el álbum tenía una buena variedad de pistas, escribiendo que "ninguno de los elementos recurrentes es pronunciado o lo suficientemente simple como para volverse fatigante con la reproducción repetida". Luke Plunkett de Kotaku llamó a Volume Alpha "tan tranquilo como una buena noche de sueño" y un gran álbum ambiental. El crítico musical Anthony Fantano encontró la obra "magnífica" y dijo que era fundamental para hacer que el juego de Minecraft fuera agradable, nombrándola "fácilmente" una de las mejores bandas sonoras de videojuegos de todos los tiempos. Dijo que si tuviera que hacer una reseña, "al menos" le daría un 8.
Richard McDonald en Original Sound Version destacó que el uso del álbum en Minecraft genera "emociones muy fuertes que pocos juegos logran dominar, o incluso insinuar", lo que consideró como, en consecuencia, muy nostálgico. Describió las similitudes entre la mayoría de las pistas del álbum como beneficiosas para su presentación cuando se trataba de "ofrecer un estilo general mientras se mantiene cada pista única", al mismo tiempo que encontró que la composición de cada pista era un estilo sin el cual "no podía imaginar el juego". Creía que Volume Alpha era "una de las bandas sonoras de juegos más destacadas" del siglo XXI, y una que era un "ejemplo de composición hermosa, elegante y fuertemente emocional que trasciende el género de la música de juegos en algo mucho más". En el libro Four Ways of Hearing Video Game Music, Michiel Kamp escribió que la naturaleza sandbox de Minecraft también se aplicaba a su música, creyendo que la aleatoriedad de cómo se presenta la banda sonora llevaría a lo que él veía como el juego creando momentos únicos y personalizados que no eran intencionales.
Kellen consideró que Volume Alpha era una buena demostración del trabajo de Rosenfeld, que permitía "entender fácilmente [...] por qué se le ha comparado" con compositores influyentes como Erik Satie y Brian Eno. Stephen Worthy de Mojo tenía pensamientos similares y creía que el álbum desviaba las expectativas en comparación con otras bandas sonoras de videojuegos populares, que Worthy consideró que eran típicamente orquestas a gran escala en lugar de viñetas. Describió a Volume Alpha como uno de los álbumes más influyentes de los últimos tiempos debido a la gran popularidad de Minecraft, así como uno de los "más encantadores". Digital Trends creía que Minecraft podría no haber tenido tanto éxito como lo fue si no fuera por el trabajo de Rosenfeld, incluido Volume Alpha.

## Legado
Tras el lanzamiento de Volume Alpha, C418 continuó creando música para Minecraft, con el segundo álbum de banda sonora, Minecraft – Volume Beta, que se lanzó en 2013.  También compuso la banda sonora del documental de 2012 Minecraft: The Story of Mojang. Posteriormente, contribuyó con música a las versiones de consola de Minecraft en 2014, y tres pistas independientes más para el juego completo en 2018. En 2015, le dijo a la revista Fact que se lanzaría un tercer álbum de banda sonora. En 2017, dijo que, si bien "aún estaba lejos de terminar" en ese momento, había compuesto más música para el tercer álbum que el total de Volume Alpha y Beta combinados. Cuando se le preguntó sobre el tercer álbum en una entrevista de 2021 con Anthony Fantano, comentó: "Tengo algo, lo considero terminado, pero las cosas se han complicado, especialmente porque Minecraft ahora es una gran propiedad, así que no lo sé". Desde el lanzamiento de Volume Beta, otros artistas además de C418 han creado música para el juego, como la compositora de Celeste (2018) Lena Raine.
Los equipos de trabajo de varios medios de comunicación han considerado la banda sonora de Minecraft, incluido Volume Alpha, como una de las mejores bandas sonoras de videojuegos de todos los tiempos. Entre ellos se incluyen los equipos editoriales de NME, Digital Trends, GamesRadar+, y VG247. Se ha descubierto que Volume Alpha es un álbum popular para escuchar mientras se estudia o se trabaja debido a su naturaleza tranquila. Según una investigación realizada por Unikrn en abril de 2021, "Sweden" fue la obra más reproducida de la banda sonora de Minecraft en Spotify y la composición de videojuego más reproducida en el servicio, con más de 77 millones de reproducciones. Además de "Sweden", otras seis pistas de Volume Alpha estaban en el top 25 de Spotify en ese momento: "Minecraft" (2), "Subwoofer Lullaby" (7), "Wet Hands" (8), "Key" (18), "Haggstrom" (23) y "Mice on Venus" (24). En aquel momento, se estimó que las reproducciones de estas siete obras en conjunto ascendían a 225 millones. Unikrn estimó que la transmisión de Volume Alpha podría haberle generado a C418 $900,000, y que hasta un tercio de esa cantidad provendría de "Sweden". Desde entonces, "Sweden" ha sido superada en reproducciones por "Megalovania", una canción de la banda sonora de Undertale, pero se mantuvo en segundo lugar con alrededor de 120 millones de reproducciones a marzo de 2023. El 22 de agosto de 2023, "Sweden" fue certificado oro por la RIAA, con 500.000 unidades confirmadas.
C418 considera el álbum como su trabajo más importante y exitoso, y el que le ayudó a crear su carrera como artista musical independiente. En 2011, le dijo a Kotaku que el éxito de su música de Minecraft le permitió dedicarse a hacer música a tiempo completo en lugar de tiempo parcial. Según la revista Fact Magazine, el éxito de Minecraft convierte a C418 en uno de los artistas con mayores ventas por poder. Después cofundó el estudio de juegos independiente Ivy Road, para el cual compuso la música de su primer juego, Wanderstop. En 2022 y 2023, Volume Alpha experimentó un resurgimiento en popularidad, apareciendo en múltiples listas mundiales y siendo nominado a Mejor Álbum Dance/Electronic en los Billboard Music Awards de 2022, aunque perdió ante Fallen Embers de Illenium. En 2023, el álbum llevó a Rosenfeld a alcanzar el puesto número 1 en la lista de artistas emergentes de Billboard. El 14 de diciembre de 2023, Volume Alpha recibió la certificación de oro de la RIAA, casi cuatro meses después de la certificación individual de "Sweden".

## Listado de canciones
| Descarga digital y CD |                          |          |  |
| N.º                   | Título                   | Duración |  |
| 1.                    | «Key»                    | 1:05     |  |
| 2.                    | «Door»                   | 1:51     |  |
| 3.                    | «Subwoofer Lullaby»      | 3:28     |  |
| 4.                    | «Death»                  | 0:41     |  |
| 5.                    | «Living Mice»            | 2:57     |  |
| 6.                    | «Moog City»              | 2:40     |  |
| 7.                    | «Haggstrom»              | 3:24     |  |
| 8.                    | «Minecraft»              | 4:14     |  |
| 9.                    | «Oxygène»                | 1:05     |  |
| 10.                   | «Équinoxe»               | 1:54     |  |
| 11.                   | «Mice on Venus»          | 4:41     |  |
| 12.                   | «Dry Hands»              | 1:08     |  |
| 13.                   | «Wet Hands»              | 1:30     |  |
| 14.                   | «Clark»                  | 3:11     |  |
| 15.                   | «Chris»                  | 1:27     |  |
| 16.                   | «Thirteen»               | 2:56     |  |
| 17.                   | «Excuse»                 | 2:04     |  |
| 18.                   | «Sweden»                 | 3:35     |  |
| 19.                   | «Cat»                    | 3:06     |  |
| 20.                   | «Dog»                    | 2:25     |  |
| 21.                   | «Danny»                  | 4:14     |  |
| 22.                   | «Beginning»              | 1:42     |  |
| 23.                   | «Droopy Likes Ricochet»  | 1:36     |  |
| 24.                   | «Droopy Likes Your Face» | 1:56     |  |
| 58:59                 |                          |          |  |

| LP    |                     |          |  |
| N.º   | Título              | Duración |  |
| 1.    | «Subwoofer Lullaby» | 3:28     |  |
| 2.    | «Living Mice»       | 2:57     |  |
| 3.    | «Moog City»         | 2:40     |  |
| 4.    | «Haggstrom»         | 3:24     |  |
| 5.    | «Minecraft»         | 4:14     |  |
| 6.    | «Clark»             | 3:11     |  |
| 7.    | «Mice on Venus»     | 4:41     |  |
| 8.    | «Dry Hands»         | 1:08     |  |
| 9.    | «Wet Hands»         | 1:30     |  |
| 10.   | «Sweden»            | 3:35     |  |
| 11.   | «Cat»               | 3:06     |  |
| 12.   | «Danny»             | 4:14     |  |
| 38:08 |                     |          |  |

## Reconocimientos
| Premios                        | Año  | Categoría                     | Resultado | Referencia |
| ------------------------------ | ---- | ----------------------------- | --------- | ---------- |
| Premios Billboard de la Música | 2021 | Mejor álbum dance/electrónico | Nominado  | [ 33 ]     |

## Certificaciones
| Región                | Certificación | Unidades certificadas/ventas | Referencia |
| --------------------- | ------------- | ---------------------------- | ---------- |
| Estados Unidos (RIAA) | Oro           | 500,000‡                     | [ 34 ]     |

‡Las cifras de ventas y streaming se basan únicamente en la certificación.